# Quận Franklin, Missouri
Quận Franklin là một quận thuộc tiểu bang Missouri, Hoa Kỳ. Theo điều tra dân số năm 2010 của Cục điều tra dân số Hoa Kỳ, quận có dân số người 101.492 người.. Quận lỵ đóng ở Union.
Quận được lập năm 1818 và được đặt tên theo người trong Nhóm lập quốc Hoa Kỳ Benjamin Franklin.

## Địa lý
Theo Cục điều tra dân số Hoa Kỳ, quận có tổng diện tích 2411 km2, trong đó có 21 km2 là diện tích mặt nước.

## Thông tin nhân khẩu
Theo điều tra dân số 2 năm 2000, quận đã có dân số 93.807 người, 34.945 hộ gia đình, và 25.684 gia đình sống trong quận hạt. Mật độ dân số là 102 người trên một dặm vuông (39/kmТВ). Có 38.295 đơn vị nhà ở với mật độ trung bình là 42 trên một dặm vuông (16/kmТВ). Cơ cấu dân tộc của cư dân sinh sống ở quận này bao gồm 97,47% người da trắng, 0,94% da đen hay Mỹ gốc Phi, 0,24% người Mỹ bản xứ, 0,27% châu Á, Thái Bình Dương 0,02%, 0,20% từ các chủng tộc khác, và 0,86% từ hai hoặc nhiều chủng tộc. Khoảng 0,72% dân số là người Hispanic hay Latino thuộc một chủng tộc nào. 44,9% là người gốc Đức, 13,0% người Mỹ, 10,7% và 7,7% Lần lượt là người gốc Ailen và gốc Anh, theo điều tra dân số năm 2000.
Có 34.945 hộ, trong đó 36,10% có trẻ em dưới 18 tuổi sống chung với họ, 60,40% là đôi vợ chồng sống với nhau, 9,00% có một chủ hộ nữ và không có chồng, và 26,50% là không lập gia đình. 22,10% hộ gia đình đã được tạo ra từ các cá nhân và 8,90% có người sống một mình 65 tuổi hoặc cao tuổi hơn. Cỡ hộ trung bình là 2,66 và cỡ gia đình trung bình là 3,11.
Trong quận này cơ cấu độ tuổi dân cư bao gồm 27,40% dưới độ tuổi 18, 8,20% 18-24, 30,00% 25-44, 22,40% từ 45 đến 64, và 12,10% từ 65 tuổi trở lên. Độ tuổi trung bình là 36 năm. Đối với mỗi 100 nữ có 98,50 nam giới. Đối với mỗi 100 nữ 18 tuổi trở lên, đã có 95,80 nam giới.
Thu nhập trung bình cho một hộ gia đình trong đã đạt mức USD 54.392, và thu nhập trung bình cho một gia đình là USD 62.969. Phái nam có thu nhập trung bình USD 35.849 so với 23.344 USD của phái nữ. Thu nhập bình quân đầu người là 24.529 USD. Có 4,50% gia đình và 7,00% dân số sống dưới mức nghèo khổ, trong đó có 7,90% những người dưới 18 tuổi và 8,80% của những người 65 tuổi hoặc hơn.